# Setaria parodii
Setaria parodii är en gräsart som beskrevs av Elisa G. Nicora. Setaria parodii ingår i släktet kolvhirser, och familjen gräs. Inga underarter finns listade i Catalogue of Life.